# Methia picta
Methia picta är en skalbaggsart som beskrevs av Linsley 1942. Methia picta ingår i släktet Methia och familjen långhorningar. Inga underarter finns listade i Catalogue of Life.